# József Szabó (zwemmer)
József Szabó (Boedapest, 10 maart 1969 is een Hongaars zwemmer.

## Biografie
Szabó werd in 1982 wereldkampioen op de 200m schoolslag.
Szabó behaalde zijn grootste succes tijdens de Olympische Zomerspelen van 1988 in het Zuid-Koreaanse Seoel door het winnen van de titel op de 200m schoolslag.

## Internationale toernooien
| Jaar | Olympische Spelen                                          | Wereldkampioenschappen                                     | Europese kampioenschappen                             |
| ---- | ---------------------------------------------------------- | ---------------------------------------------------------- | ----------------------------------------------------- |
| 1986 |                                                            | 200m schoolslag · 23e 200m wisselslag · 5e 400m wisselslag |                                                       |
| 1987 |                                                            |                                                            | 200 schoolslag · 4e 200m wisselslag · 400m wisselslag |
| 1988 | 200m schoolslag · 23e 200m wisselslag · 4e 400m wisselslag |                                                            |                                                       |
| 1989 |                                                            |                                                            | 200 schoolslag · 5e 400m wisselslag                   |
| 1990 |                                                            |                                                            |                                                       |
| 1991 |                                                            | 5e200 schoolslag 4e 400m wisselslag                        |                                                       |

1908: Fred Holman ·
1912: Walter Bathe ·
1920: Håkan Malmrot ·
1924: Bob Skelton ·
1928: Yoshiyuki Tsuruta ·
1932: Yoshiyuki Tsuruta ·
1936: Tetsuo Hamuro ·
1948: Joe Verdeur ·
1952: John Davies ·
1956:  Masaru Furukawa ·
1960: Bill Mulliken ·
1964: Ian O'Brien ·
1968: Felipe Muñoz ·
1972: John Hencken ·
1976: David Wilkie ·
1980: Robertas Žulpa ·
1984: Victor Davis ·
1988: József Szabó ·
1992: Mike Barrowman ·
1996: Norbert Rózsa ·
2000: Domenico Fioravanti ·
2004: Kosuke Kitajima ·
2008: Kosuke Kitajima ·
2012: Dániel Gyurta ·
2016: Dmitri Balandin ·
2020: Zac Stubblety-Cook ·
2024: Léon Marchand